# Яков бен-Хаиим ибн-Адония
Яков бен-Хаиим ибн-Адония (англ. Jacob ben Hayyim ibn Adonijah или Jacob ben Chayyim; ок. 1470 — до 1538) — гебраист, выходец из Туниса; автор первого опыта критического исследования масоры.

## Биография и деятельность
Родился ок. 1470 года в Тунисе (отсюда его прозвание Туниси, «тунисский»). В Венеции занимал должность корректора в еврейской типографии Даниэла Бомберга. Сличил огромное число манускриптов и результаты своих трудов (его масора) напечатаны на полях 2-й Бомбергской раввинской Библии (Biblia Rabbinica; Венеция, 1524—1525); в конце Яков бен-Хаиим приложил конкорданцию масоретских толкований с введением в масору, для которых не хватало места на полях, предпослав им предисловие. Это был первый опыт критического исследования масоры. Несмотря на многочисленные ошибки, его блестящий труд был признан в качестве «textus receptus» (общепринятый текст) масоры. Введение было переведено на латинский язык Капеллом (Claudios Cappellus. De mari rabbinico infido, т. II, гл. 4, Париж, 1667) и на английский язык Кристианом Д. Гинзбургом («Введение в раввинскую Библию», 1865).
Якову бен-Хаииму принадлежит исследование ο Таргуме, включенное в издания Пятикнижия 1527 и 1543—1544.
Яков бен-Хаиим издал извлечения из сочинения р. Моисея га-Накдана (Англия, XII век) ο пунктуации, под заглавием «Darke ha-Nikkud we-ha-Neginot».